# Adversa magnos probant
 Аdversa magnos probant  лат. (изговор: адверса магнос пробант). Невоља велике открива. (Гај Плиније)

## Изрека у српском језику
Изрека са истим смислом  у српском језику каже : „на муци се познају јунаци.“ 

## Поријекло изреке
Изреку је изрекао у првом вијеку нове ере  римски писац и научник Гај Плиније.

## Тумачење
Невоља открива велике људе. Док нема невоље, нема прилике ни да се велики људи покажу.